# Qadria plamista
Qadria plamista är en insektsart som beskrevs av Irena Dworakowska 1981. Qadria plamista ingår i släktet Qadria och familjen dvärgstritar. Inga underarter finns listade i Catalogue of Life.